# Deutsche Cadre-47/2-Meisterschaft 1957/58

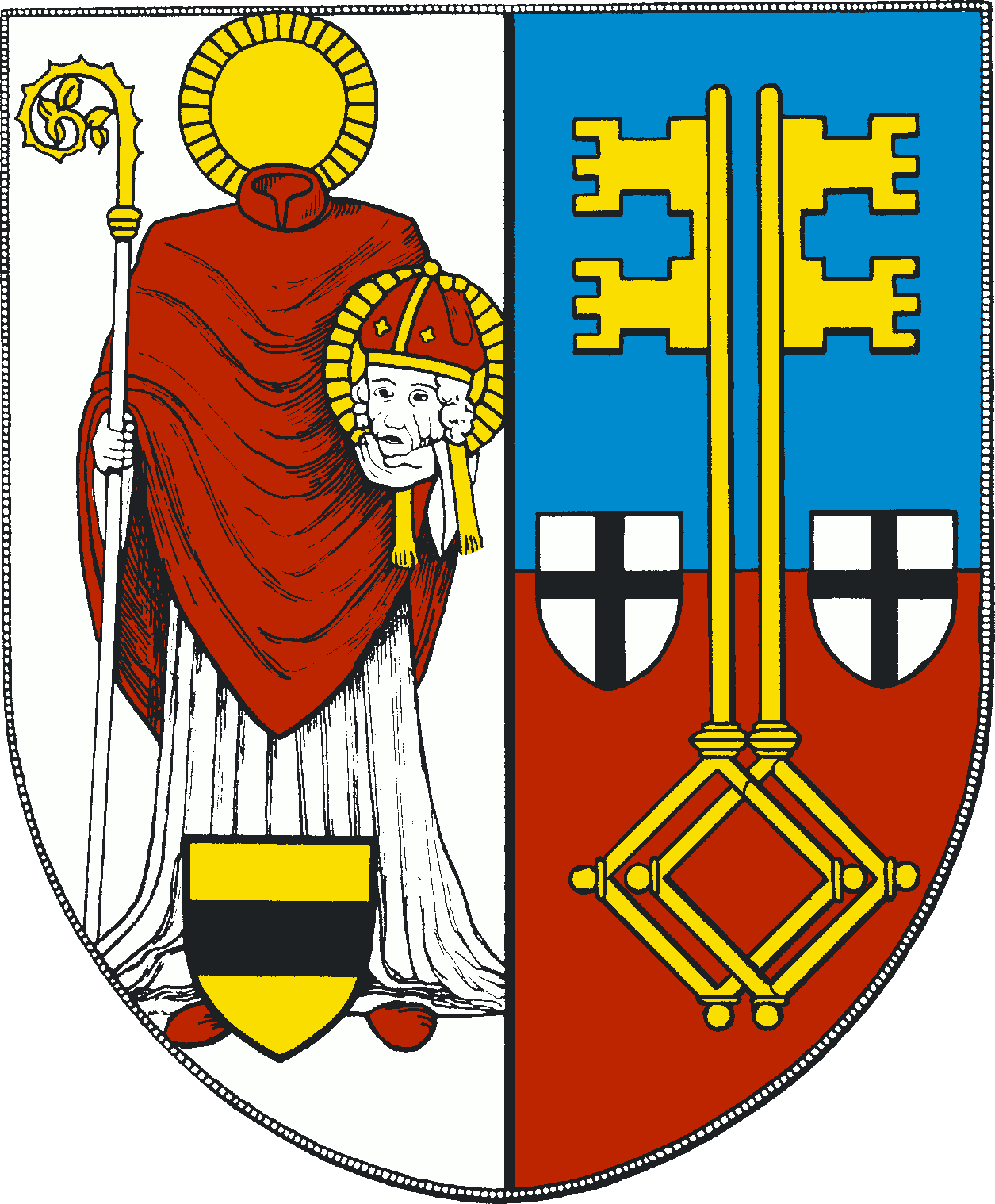
Veranstaltungsort: Krefeld

Die Deutsche Cadre-47/2-Meisterschaft 1957/58 war eine Billard-Turnierserie und fand vom 14. bis zum 16. März 1958 in Krefeld zum 33. Mal statt.

## Geschichte
Mit seinem achten Deutschen Meistertitel im Cadre 47/2 beendete Walter Lütgehetmann seine Erfolgsgeschichte in dieser Disziplin des Karambolsports. Er wollte sich mehr auf seine Spezialdisziplin Cadre 71/2 konzentrieren. Wie gut er Cadre 47/2 beherrschte zeigt wieder einmal seine Bilanz bei dieser Meisterschaft. Er gewann alle seine Partien und verwies den Düsseldorfer Siegfried Spielmann klar auf den zweiten Platz. Dritter wurde der Kölner Ernst Rudolph. Der Zuschauerzuspruch bei dieser Meisterschaft war sehr groß; zeitweise konnten keine Zuschauer mehr in den Saal gelassen werden, da er voll besetzt war.

## Turniermodus
Das ganze Turnier wurde im Round-Robin-System bis 400 Punkte mit Nachstoß gespielt. Bei MP-Gleichstand wurde in folgender Reihenfolge gewertet:
1. MP = Matchpunkte
2. GD = Generaldurchschnitt
3. HS = Höchstserie

## Abschlusstabelle
| MP    | Match Points (Sieger = 2; Unentschieden = 1; Verlierer = 0) |
| Pkte. | Erzielte Karambolagen                                       |
| Aufn. | Benötigte Versuche                                          |
| GD    | Generaldurchschnitt                                         |
| BED   | Bester Einzeldurchschnitt eines Spielers                    |
| HS    | Höchstserie                                                 |
|       | Bester GD des Turniers                                      |
|       | Bester ED des Turniers                                      |
|       | Beste HS des Turniers                                       |
|       | 1. Platz (Gold)                                             |
|       | 2. Platz (Silber)                                           |
|       | 3. Platz (Bronze)                                           |

| Klassement                 | Klassement                               | Klassement | Klassement | Klassement | Klassement | Klassement | Klassement |
| Platz                      | Name                                     | MP         | Pkte.      | Aufn.      | GD         | BED        | HS         |
| -------------------------- | ---------------------------------------- | ---------- | ---------- | ---------- | ---------- | ---------- | ---------- |
| 1                          | Walter Lütgehetmann (Frankfurt/Main)     | 14:0       | 2800       | 102        | 27,45      | 57,14      | 300        |
| 2                          | Siegfried Spielmann (Düsseldorf)         | 10:4       | 2434       | 106        | 22,96      | 66,66      | 189        |
| 3                          | Ernst Rudolph (Köln)                     | 10:4       | 2289       | 112        | 20,43      | 36,36      | 144        |
| 4                          | Norbert Witte (Essen)                    | 8:6        | 2085       | 168        | 12,41      | 14,81      | 107        |
| 5                          | Josef Bolz (Köln)                        | 8:6        | 2325       | 224        | 10,37      | 16,00      | 88         |
| 6                          | Joachim Eiter (Münster)                  | 4:10       | 1946       | 191        | 10,18      | 10,00      | 78         |
| 7                          | Walter Zill (Gelsenkirchen)              | 2:12       | 1738       | 217        | 8,00       | 7,54       | 59         |
| 8                          | Matthias Metzemacher (Bergisch Gladbach) | 0:14       | 1261       | 222        | 5,68       | –          | 53         |
| Turnierdurchschnitt: 12,57 |                                          |            |            |            |            |            |            |